# Isole Frisone
Le Isole Frisone (in tedesco, Friesische Inseln; in olandese, Waddeneilanden) costituiscono un arcipelago del Mare del Nord nell'Europa nord-occidentale. Le isole sono situate a poca distanza dalla terraferma (5–30 km) e seguono parallelamente parte della costa olandese, tedesca e danese. Il tratto di mare compreso tra la terraferma e le isole si chiama Mare dei Wadden (Waddenzee, in olandese, o Wattenmeer in tedesco, o Vadehavet in danese, letteralmente mare di fango). In caso di bassa marea alcune isole sono unite alla terraferma da bassifondi fangosi (wadden). Le isole sono protette dalle violente mareggiate del mare del Nord da sistemi di argini e dighe. L'arcipelago prende il nome dalla regione della Frisia.

## Economia
Fino a diversi decenni fa l'economia delle isole si basava sull'agricoltura, l'allevamento e la pesca, ma al giorno d'oggi è il turismo la principale fonte d'entrate.

## Turismo

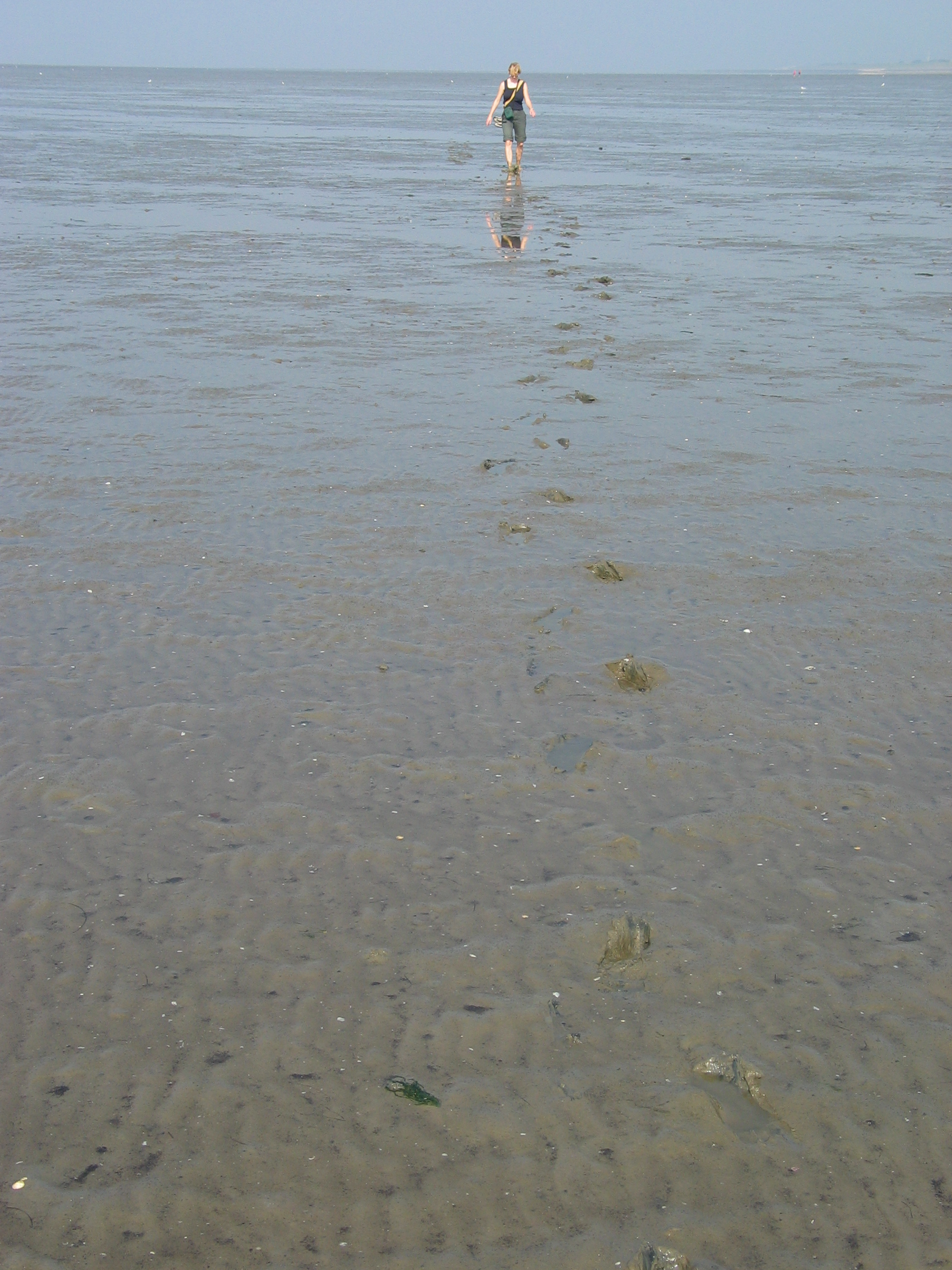
Wadlopen vicino a Wilhelmshaven, Germania

Le isole Frisone sono una meta turistica apprezzata soprattutto dagli abitanti del nord della Germania, dei Paesi Bassi e della Danimarca. Sono raggiungibili in barca, ma alcune anche a piedi nelle ore di bassa marea. Le isole, in particolari condizioni di bassa marea, infatti sono connesse con la costa da una striscia di terra fangosa , il cui attraversamento viene chiamato wadlopen, wattwanderung o vadevandring (rispettivamente in neerlandese, tedesco e danese), che significa appunto camminata nel fango.

Nei Paesi Bassi, i wadlopers possono camminare dalla costa fino a Terschelling, Ameland, Engelsmanplaat, Schiermonnikoog, Simonszand e Rottumeroog. Altre vie non sono raccomandabili, sia per la possibile pericolosità che per non creare disturbo all'ecosistema. In Germania possono essere raggiunte a piedi Norderney, Baltrum, Langeoog, Spiekeroog e Minsener-Oldoog. In Danimarca, Mandø, Fanø e Langli.

Il wadlopen viene fatto solo con l'accompagnamento di guide autorizzate.

## Tutela ambientale
Le isole sono conosciute per essere dei paradisi ambientali: infatti gran parte dell'ambiente dell'arcipelago è tutelato tramite zone protette coordinate da tutti e tre i paesi. L'estrazione di gas e petrolio, l'inquinamento portato dai fiumi che nei pressi delle isole hanno il loro estuario (Ems, Weser ed Elba) ed il fitto traffico navale, causano tensioni tra la protezione dell'ambiente selvatico e gli interessi economici della zona. Tra le vittime di questa situazione ci sono le foche, abitanti naturali di queste zone, ma spesso minacciate dalle attività umane.

## Suddivisione delle isole
Le isole vengono così suddivise:

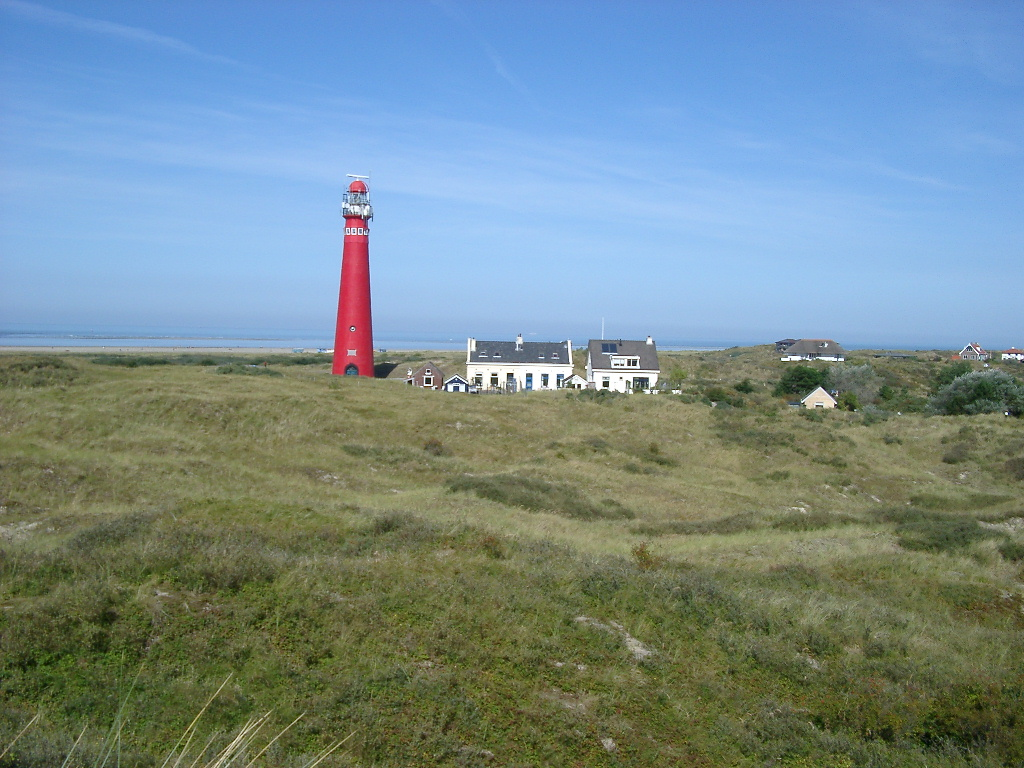
L'isola di Schiermonnikoog, una delle Frisone Occidentali

- Isole Frisone Occidentali: dal nord dell'Olanda settentrionale fino a Rottumeroog, a occidente dell'estuario dell'Ems; comprendenti Texel, Vlieland, Terschelling, Ameland e Schiermonnikoog, appartengono ai Paesi Bassi.
- Isole Frisone Orientali: dall'estuario dell'Ems fino a quello del Weser; comprendenti Borkum, Juist, Norderney, Baltrum, Langeoog, Spiekeroog e Wangerooge, appartengono alla Germania.
- Isole Frisone Settentrionali: dalla foce dell'Elba fino alle coste danesi della penisola dello Jutland; sono orientate da sud verso nord e comprendono Amrum, Föhr, Sylt e dieci piccoli Halligen, appartenenti alla Germania; Rømø, Mandø e Fanø fanno parte del territorio danese.